# Heliophanus melinus
Saltique de miel
Espèce
Synonymes
- Attus mannii Doleschall, 1852
- Heliophanus expers Simon, 1868
- Heliophanus grammicus Simon, 1868
- Heliophanus viriatus Simon, 1868

Heliophanus melinus, le Saltique de miel, est une espèce d'araignées aranéomorphes de la famille des Salticidae.

## Distribution
Cette espèce se rencontre en Europe et en Turquie.
En France, elle vit le long du littoral méditerranéen et dans le centre-ouest.

## Description
Les mâles mesurent de 3,8 à 5,3 mm et les femelles de 4,55 à 5,85 mm.
Le mâle est très sombre et à céphalothorax parsemé de poils blancs. Son abdomen noir est marqué d'une bande basale blanche se poursuivant sur les flancs, ainsi que de deux bandes blanches.
La femelle a un céphalothorax brun foncé et un abdomen noir à motifs identiques à ceux du mâle mais jaunâtre clair et plus étendus.

## Biologie
Les adultes sont visibles presque toute l'année.

## Systématique et taxinomie
Cette espèce a été décrite par L. Koch en 1867.
Heliophanus expers et Heliophanus grammicus ont été placées en synonymie par Simon en 1937.
Heliophanus viriatus a été placée en synonymie par Cantarella en 1974.
Attus mannii a été placée en synonymie par Breitling, Bauer, Schäfer, Morano, Barrientos et Blick en 2016.

## Publication originale
- (de) L. Koch, 1867, « Zur Arachniden und Myriapoden-Fauna Süd-Europas », Verhandlungen der Kaiserlich-Königlichen Zoologisch-Botanischen Gesellschaft in Wien, vol. 17, p. 857-900 (lire en ligne).